# Vertrag von Speyer
Der Vertrag von Speyer wurde auf dem Reichstag zu Speyer 1570 zwischen Johann II. Sigismund Zápolya von Siebenbürgen und Kaiser Maximilian II. geschlossen.

## Vorgeschichte
Johann Sigismund Zápolya beherrschte den siebenbürgischen Teil Ungarns und war mit den Osmanen verbündet. Er nutzte die Gelegenheit nach dem Tod Kaiser Ferdinands 1564, gegen die Habsburger in Ungarn vorzugehen. Anfangs hatte er Erfolge, wurde aber von den Kaiserlichen Truppen unter Führung Maximilians II. zurückgedrängt, was das Eingreifen der Osmanen auf Seiten seines Verbündeten verursachte. Sultan Süleyman I. starb dabei während der Belagerung von Szigetvár am 5. September 1566. Im Folgejahr konnten beide Seiten keine nennenswerten Erfolge mehr erzielen. Maximilian schloss daher 1568 mit Sultan Selim II. den Frieden von Adrianopel, der den beiderseitigen Landbesitz bestätigte und Zápolya als Fürst von Siebenbürgen anerkannte. Der Kaiser musste einen jährlichen Tribut von 30.000 Dukaten zustimmen.

## Vertragsinhalt
Johann Sigismund schickte seinen Schatzmeister Gáspár Bekes als Gesandten zum Speyerer Reichstag. Dort handelte den Vertrag aus, in dem Johann auf den ungarischen Königstitel verzichtete. Er bezeichnete sich fortan als Fürst Johann Sigismund „Transilvaniae et partium regni Hungariae princeps“ („Fürst von Siebenbürgen und Teilen des Königreichs Ungarn“). Der Fürst erkannte den Kaiser bzw. den ungarischen König als Superior an. Die Zugehörigkeit Siebenbürgens und der Partes (des „Partium“) zum Königreich Ungarn wurde bestätigt. Im Gegenzug bestätigte der Kaiser Siebenbürgen (mit den Partes) und den Ständen alle Privilegien. Dem siebenbürgischen Fürsten wurde die Herrschaft über Siebenbürgen bestätigt. Er behielt das Komitat Bihar mit dem Großwardeiner Schloss, die Komitate Kraszna und Szolnok (mit Cseh) und das Komitat Máramaros. Sigismund trat seine momentanen Besitzungen in den Komitaten Bereg, Ugocsa, Szabolcs und Szatmár an den Kaiser ab. Der Kaiser gab dafür die Stadt Tasnád zurück. Für den Fall, das Siebenbürgen an den Kaiser fiele, behielte es seine Privilegien und Freiheiten. Schlussendlich wurde ein geheimer Beistandspakt gegen das Osmanische Reich und „gegen die Feinde der Christenheit“ geschlossen.

## Geschehen nach Abschluss des Vertrages
Johann II. Sigismund Zápolya starb am 14. März 1571, kurz nachdem der Vertrag von Speyer ratifiziert wurde. Von seinem Nachfolger als Fürst von Siebenbürgen Sigismund Báthory von Somlyo wurde das Land im Austausch gegen die schlesischen Herzogtümer Oppeln und Ratibor im Jahre 1598 an das Erzhaus Österreich abgetreten.